# Reino de Amurru
Amurru (sumerio : 𒈥𒌅𒆠 MAR.TU KI ; acadio: 𒀀𒈬𒌨𒊏 Amûrra, 𒀀𒈬𒊑 Amuri, 𒀀𒄯𒊑 Amurri ) fue un reino amorreo establecido c. 2000 a. C.  entre la actual Siria occidental y noroccidental y el norte del Líbano .   

## Historia
Los habitantes de Amurru hablaban amorrita, una lengua semítica extinta del noroeste clasificada como un dialecto del ugarítico más occidental o específico del amorreo.   
El reino comparte nombre con el dios Amurru, aunque no está clara la relación entre ambos, ya que el dios Amurru funcionaba como la personificación divina de los amorreos y sus estereotipos para los habitantes de Mesopotamia y no era un dios amorreo. 
Amurru se menciona por primera vez en el tercer milenio a. C. para designar el oeste de Mesopotamia.  Los textos de Ebla también se refieren a un lugar llamado Mar-tu, y fuentes del siglo XXIV a. C. mencionan a un rey de Mar-tu. El nombre Amurru aparece en el período asirio antiguo como un topónimo, a menudo con el prefijo determinativo divino, del mismo modo que el dios Assur y la ciudad de Assur se intercambian libremente en los textos asirios antiguos.  Los archivos de Mari también mencionan a Amurru, quizá como  una federación.   Tras la expansión de Egipto hacia Siria, Amurru se convirtió en una unidad geopolítica bien definida entre el Orontes Medio y el Levante Central. 
La documentación detallada sobre el Reino de Amurru procede principalmente de fuentes de Egipto y Ugarit . El primer líder documentado fue Abdi-Ashirta en el siglo XIV a. C. que unió a los Habiru y conquistó la mayor parte de Amurru. Esto llevó a Rib-Hadda, rey de Gubla, a pedir la intervención de Amenhotep III. Rib-Hadda también afirmó que Abdi-Ashirta estaba conspirando con el rey de Mitanni, aunque probablemente con la intención de obtener el apoyo de Egipto.  Mientras tanto, Abdi-Ashirta se autodenominó gobernador de Amurru en nombre de Egipto, quizá intentando obtener el reconocimiento de Egipto. Tras su muerte, Sumur, un bastión egipcio en la zona, fue capturado por los hijos de Abdi-Ashirta.
El sucesor de Abdi-Ashirta, Aziru, continúa proclamándose gobernador de Amurru para Egipto. Aziru también envió a Egipto una serie de cartas, cuya cronología es muy debatida. Durante su reinado, Akenatón solicitó repetidamente su presencia personal en Egipto, lo que retrasó repetidamente, alegando actividades hititas en Nuhasse y el temor de una acción hitita contra Amurru.  Los mensajeros de Aziru a la corte egipcia eran detenidos o retrasados repetidamente,  y pronto el propio Aziru, que finalmente visitó a Egipto, también fue detenido. Finalmente, Aziru regresó a Amurru, pero pronto desertó al rey hitita Suppiluliuma I. Por esta época, Aziru firmó un tratado con Niqmaddu, el rey de Ugarit. 
Seti I, el segundo faraón de la XIX Dinastía de Egipto, con el objetivo de restaurar la autoridad egipcia sobre Levante, lanzó una campaña que devolvió Kadesh y Amurru a la esfera de influencia de Egipto. Amurru intervendría más tarde en la batalla de Kadesh del lado egipcio. Después de lKadesh, Muwatalli II devolvió a Amurru al redil hitita, donde el rey Benteshina fue considerado responsable de la revuelta y destituido del trono, siendo reemplazado por Shapilio. Más tarde, bajo Urhi-Teshub, Benteshina fue restaurado al trono de Amurru presumiblemente con el apoyo del tío de Urhi-Teshub, Hattusili III.   Hattusili también prometió a Benteshina que, a pesar de la rebelión pasada y el nuevo sometimiento de las fuerzas hititas, continuaría disfrutando de los términos otorgados a Aziru y que sus sucesores retendrían el trono. Tudhaliya IV firmó un tratado similar con Shaushgamuwa, quien también enfatizó la lealtad y la lealtad, tal vez debido a que se sentía inseguro acerca de su trono y su vida ya que su padre, Hattusili, era un usurpador. Además, se suponía que Shaushgamuwa haría cumplir una prohibición comercial con Asiria, ya que Asiria y Hatti estaban en guerra. 
Quizás el incidente más conocido del reinado de Shaushgamuwa fue el divorcio entre su hermana y Ammistamru II, rey de Ugarit. El caso involucraba al propio Tudhaliya y a Ini-Teshub, el rey de Carquemis (rama cadete hitita establecida en Siria), emparentados con la hermana de Shaushgamuwa debido a matrimonios mixtos entre la familia real hitita y amurrita. Ammistamru nunca especificó cuál fue su crimen exacto, solo dijo que provocó problemas con intención de causar daño. Finalmente se resolvió el divorcio y ella regresó a Amurru con su dote original. No obstante, Ammistamru exigió más tarde su extradición a Ugarit, lo que obligó a intervenirtanto del rey hitita como al de Carquemis. Finalmente, se decidió su extradición y el pagoa Shaushgamuwa de 1.400 shéquels de oro como compensación. 
Las referencias al Reino de Amurru desaparecieron junto con el estado hitita y Ugarit, y presumiblemente Amurru también cayó hacia el final de la Edad del Bronce.  El término Amurru continuó utilizándose como designación geográfica tanto para el oeste en general como para el área más específica donde una vez estuvo ubicado el reino 

### Citas
1. ↑  Al-Maqdissi, 2010, p. 140.
2. ↑  Izre'el, Sh. (1991). Amurru Akkadian: A Linguistic Study. With an Appendix on the History of Amurru by Itamar Singer. Atlanta, Georgia: Scholars Press.
3. ↑  Singer, I. (1991). «The "Land of Amurru" and the "Lands of Amurru" in the Šaušgamuwa Treaty». Iraq 53: 69-74. doi:10.2307/4200336.
4. ↑  Benz, B. (2016). The Land Before the Kingdom of Israel: A History of the Southern Levant and the People who Populated It. Winona Lake, Indiana: Eisenbrauns. pp. 141-179.
5. ↑  Woodard, Roger D. (10 de abril de 2008). The Ancient Languages of Syria-Palestine and Arabia (en inglés). Cambridge University Press. p. 5. ISBN 9781139469340.
6. ↑  Goetze, Albrecht (1941). «Is Ugaritic a Canaanite Dialect?». Language 17 (2): 127-138. ISSN 0097-8507. doi:10.2307/409619.
7. ↑  Kaye, Alan S. (2007). Morphologies of Asia and Africa (en inglés). Eisenbrauns. p. 49. ISBN 9781575061092.
8. 1 2 3  Beaulieu P. -A. (2002). The God Amurru as Emblem of Ethnic and Cultural Identity in W. van Soldt, R. Kalvelagen, and D. Katz (eds.) "Ethnicity in Ancient Mesopotamia" Papers Read at the 48th Rencontre Assyriologique Internationale (pp. 31–46)
9. 1 2 3 4 5  Singer, I. (1991). The “Land of Amurru” and the “Lands of Amurru” in the Šaušgamuwa Treaty. Iraq, 53, 69–74. https://doi.org/10.2307/4200336
10. ↑  Bodi, D. (2014). Is there a connection between the Amorites and the Arameans? ARAM 26/1&2, 383–409
11. ↑  Bryce, T. (2003). Letters of the Great Kings of the Ancient Near East: The Royal Correspondence of the Late Bronze Age 1st Edition. Routledge
12. 1 2  Cordani, V. (2011). Aziru's Journey to Egypt and its Chronological Value
13. ↑  Abo-Eleaz, M.-E. E. (2018). Neglect and Detention of Messengers in Egypt during the Fourteenth and Thirteenth Centuries BCE. Journal of the American Research Center in Egypt, 54, 17–34
14. 1 2  SINGER, I. (1999). "A POLITICAL HISTORY OF UGARIT". In HANDBOOK OF UGARITIC STUDIES. Leiden, The Netherlands: Brill. doi: https://doi.org/10.1163/9789004294103_016
15. 1 2 3  Bryce, T. (2005). Kingdom of The Hittites New Ed. Oxford University Press
16. ↑  Murnane, W. J. (1990). The Road to Kadesh: A Historical Interpretation of the Battle Reliefs of King Sety I at Karnak (Second Edition Revised)
17. ↑  Altman, A. (2003). Rethinking the Hittite System of Subordinate Countries from the Legal Point of View. Journal of the American Oriental Society, 123(4), 741–756. https://doi.org/10.2307/3589966